# ジュゼッペ・ディ・ステファーノ

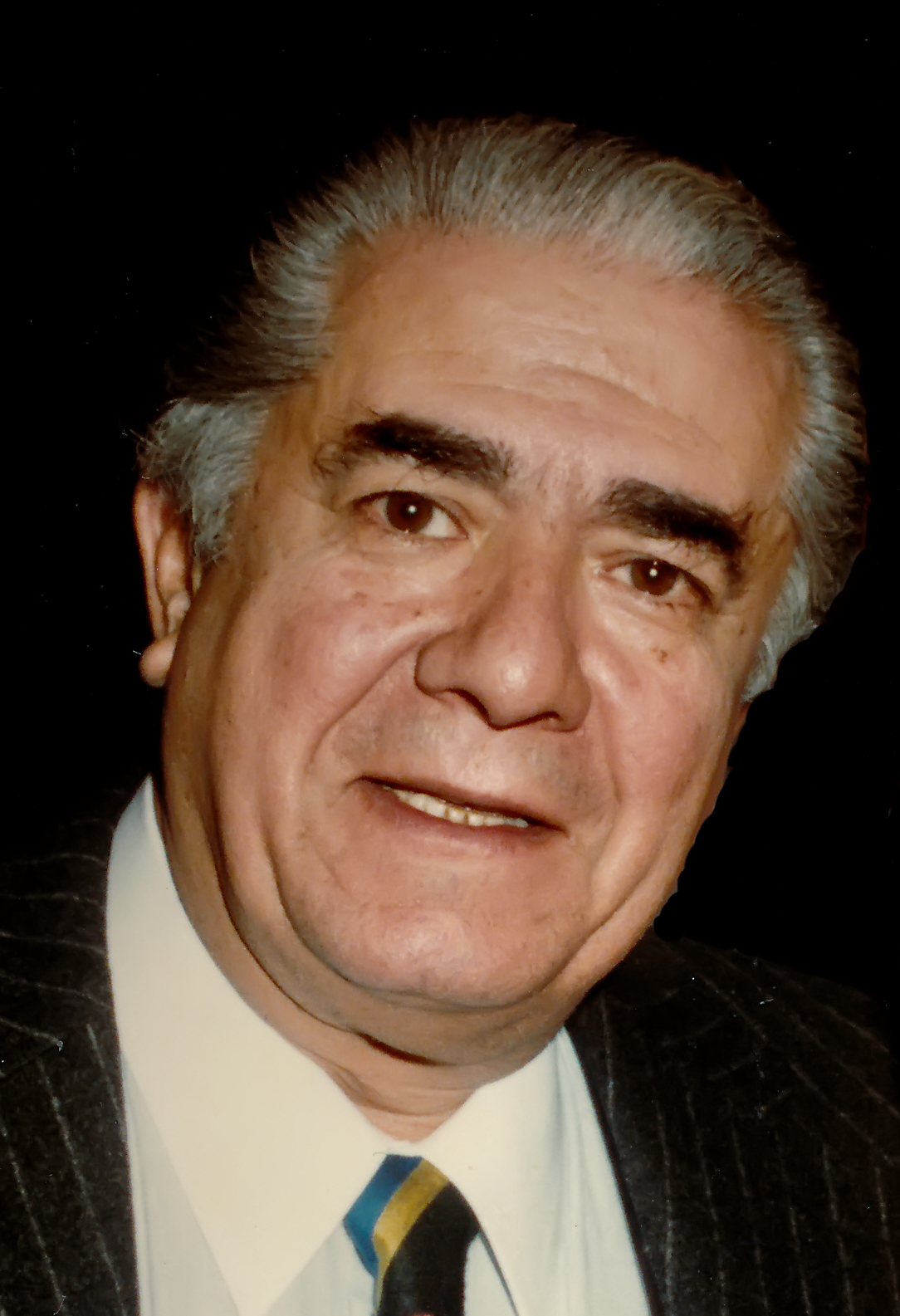
ジュゼッペ・ディ・ステファノ(1983).

ジュゼッペ・ディ・ステファノ（Giuseppe Di Stefano, 1921年7月24日 - 2008年3月3日 ）は、イタリアのテノール歌手。1940年代から1970年代前半にかけて活躍した。マリア・カラスとの公私にわたる深い関係でも有名である。
姓は「ディ・ステファーノ」と表記されることもあるが、イタリア語での正しいアクセントの位置は「テ」にあり、アクセントを長音として表記した場合は「ディ・ステーファノ」となるが、単に「ディ・ステファノ」と表記される例が多い。

## 生涯
シチリア島・カターニア近郊の小村モッタ・サンタナスタージアに生まれる。両親が靴の修理屋と裁縫を営む貧しい家庭の一人息子であった。司祭となるべく、ミラノのイエズス会修道院で学ぶが、そこで美声を認められ、有名なミラノのドゥオーモの合唱隊に入る。1938年には当地ミラノとフィレンツェの歌唱コンテストで優勝し、カフェ、レストラン、映画館（上映前の余興として）などで歌っていたという。当時はニーノ・フローリオと名乗り、オペラの有名なアリア、カンツォーネ、流行歌など何でもこなす歌手だったらしい。
1940年からはバリトン歌手ルイージ・モンテサントに師事するが、翌1941年に入営する。戦争激化と、1943年のドイツ軍北部イタリア占領に伴いスイスに逃亡した。始めは難民キャンプに暮らすが、やはり歌唱力を認められ、1944年からはスイス国内ローザンヌのイタリア語放送局、ラジオ・スイス・ロマンドに出演、またEMI社とも契約していくつかの録音を残す。
1945年にイタリア帰国、オペラ舞台で活躍を開始する。1947年からはミラノ・スカラ座（マスネ『マノン』のデ・グリュー役）、翌年にはニューヨーク・メトロポリタン歌劇場（ヴェルディ『リゴレット』の公爵役）にそれぞれデビューする。
マリア・カラスとの一連の共演は1951年9月、ブラジル・サンパウロ市でのヴェルディ『椿姫』を皮切りとする。スカラ座でのカラスとの共演では1954年、カラヤン指揮で行われた、ドニゼッティ『ランメルモールのルチア』、あるいはジュリーニ指揮、ルキノ・ヴィスコンティ演出の『椿姫』が大反響を呼んだ（もっとも『椿姫』ではカラスに対する声援・取材だけが目立つ結果となり、立腹したディ・ステファノは2夜目以降をキャンセルしている）。
1955年頃よりディ・ステファノはより重い声質の役、例えば『カヴァレリア・ルスティカーナ』のトゥリッドゥ、『道化師』のカニオ、『アイーダ』のラダメスなどにも挑戦するようになる。しかしこの決断はむしろ凶と出た。もともとイタリア・オペラ発声の常道からすると望ましくないとされた「開いた（アペルト）」発声で喉に負担がかかっていたこと、生活上の不摂生（オペラ公演後、深夜まで飲み歩いての朝帰りが常だったとの逸話もある）、その結果としての公演キャンセル多発などから、ディ・ステファノは次第に「使い難いテノール」の烙印を押されるに至る。1960年代にはより負担の少ないリサイタルを主活動に据えることになった。
舞台映えのする容姿、豊かな表情なども相まって、観客からは「ピッポ（Pippo）」の愛称で常に親しまれ、声楽的には退潮期にあった1960年代でも、ライブ録音では聴衆を熱狂させている様子が垣間見える。
1973年には私生活でも噂の絶えなかったマリア・カラスの（結果として最後の）世界ツアーに同伴、日本を含む各国を訪れたが、興行上はさておき、芸術的にはかつての栄光の再現は果たせなかった。
日本には1967年に初来日し、アイヴァー・ニュートンのピアノ伴奏で各地でリサイタルを開いている。1975年には、マダム・バタフライ世界コンクール実行委員会主催のプッチーニの『トスカ』でオペラ全曲も歌っている（共演は、モンセラート・カバリェ、ニコラ・ヘルレア）。以降もリサイタルやマスタークラスで度々来日している。
1992年6月、ローマ・カラカラ大浴場跡での野外オペラ『トゥーランドット』に皇帝役で出演したのを最後に舞台からは完全に退いた。
2004年12月、ケニア・モンバサ近郊の別荘で妻と共に強盗に襲撃され、意識不明のままミラノまで搬送され入院する。その後も容体は回復せず、2008年3月3日、3年数ヶ月におよぶ昏睡状態の末、ミラノの自宅で死去した。86歳没。